# Soulignac
Soulignac település Franciaországban, Gironde megyében. Lakosainak száma 414 fő (2022. január 1.). Soulignac Targon, Capian, Cardan, Escoussans, Ladaux és Rions községekkel határos.

## Népesség
A település népessége az elmúlt években az alábbi módon változott:
| Lakosok száma | 480  | 407  | 402  | 458  | 437  | 435  | 432  | 422  | 419  | 414  |
|               | 1968 | 1982 | 1990 | 2006 | 2013 | 2015 | 2017 | 2019 | 2020 | 2022 |